# Primeira Divisão 1968-69
La Primeira Divisão 1968/69 fue la 35.ª edición de la máxima categoría de fútbol en Portugal. Benfica ganó su 17° título. El goleador fue Manuel António de la Académica de Coimbra con 19 goles.

## Tabla de posiciones
| Pos | Equipo                     | PJ | PG | PE | PP | GF | GC | Pts |                               |
| --- | -------------------------- | -- | -- | -- | -- | -- | -- | --- | ----------------------------- |
| 1   | Benfica                    | 26 | 16 | 7  | 3  | 49 | 17 | 39  | Copa de Campeones de Europa   |
| 2   | Porto                      | 26 | 15 | 7  | 4  | 39 | 23 | 37  | Copa de Ferias                |
| 3   | Vitória de Guimarães       | 26 | 13 | 10 | 3  | 46 | 17 | 36  | Copa de Ferias                |
| 4   | Vitória de Setúbal         | 26 | 13 | 9  | 4  | 45 | 20 | 35  | Copa de Ferias                |
| 5   | Sporting de Portugal       | 26 | 11 | 8  | 7  | 35 | 20 | 30  | Copa de Ferias                |
| 6   | Académica de Coimbra       | 26 | 12 | 6  | 8  | 48 | 32 | 30  | Recopa de Europa              |
| 7   | GD CUF                     | 26 | 8  | 11 | 7  | 32 | 30 | 27  |                               |
| 8   | Belenenses                 | 26 | 8  | 10 | 8  | 31 | 33 | 26  |                               |
| 9   | Varzim                     | 26 | 7  | 8  | 11 | 32 | 49 | 22  |                               |
| 10  | União de Tomar             | 26 | 7  | 7  | 12 | 27 | 47 | 21  |                               |
| 11  | Leixões                    | 26 | 7  | 7  | 12 | 21 | 30 | 21  |                               |
| 12  | Braga                      | 26 | 6  | 7  | 13 | 20 | 47 | 19  |                               |
| 13  | Atlético Clube de Portugal | 26 | 5  | 2  | 19 | 26 | 49 | 12  | Descenso a la Segunda Divisão |
| 14  | Sanjoanense                | 26 | 3  | 3  | 20 | 15 | 52 | 9   | Descenso a la Segunda Divisão |

|                               |
| Campeón SL Benfica 17° título |